# Biloloutsk
Biloloutsk (ukrainien : Білолуцьк, russe : Белолуцк Biéloloutsk) est une commune urbaine de l'oblast de Louhansk, en Ukraine. Elle compte 3 729 habitants en 2021.

## Géographie
Le village se trouve dans la zone entre les rivières Aïdar et Bila non loin de la frontière avec la Russie.

## Histoire
Le village est fondé en 1645 ou en 1697 par les cosaques du Don, puis il devient une simple slobode de paysans slobodienne. Son nom provient du mot ukrainien louka (лука) qui signifie méandre et de bilyï qui signifie blanc, du nom de la rivière Bila. En 1891, le village appartient à la sloboda de Biloloutsk dans l'ouïezd de Starobilsk du gouvernement de Kharkov. Il y a alors un peu moins de cinq mille habitants.
Le village est occupé à partir de l'automne 1941 par l'armée allemande qui y installe un camp de concentration pour les prisonniers soviétiques. Il est libéré par l'Armée rouge à l'automne 1943.
Biloloutsk obtient le statut de commune urbaine en 1960. Outre des sovkhozes, l'économie s'organise alors autour d'une usine laitière, d'un combinat de matériaux de construction, d'une usine d'huile, etc. Le village compte 4 632 habitants en 1989. Le sovkhoze et les usines sont privatisés en 1995 par le gouvernement de la nouvelle Ukraine indépendante.
En 2013, la commune compte 4 017 habitants. Aux élections présidentielles de 2014, la commune vote presque unanimement pour le candidat pro-russe Ianoukovitch.
Lors de l'invasion de l'Ukraine par la Russie, les troupes de la république populaire de Lougansk, aidées par les forces russes, s'emparent de la commune au début du mois de mars 2022.

## Église de la Sainte-Trinité

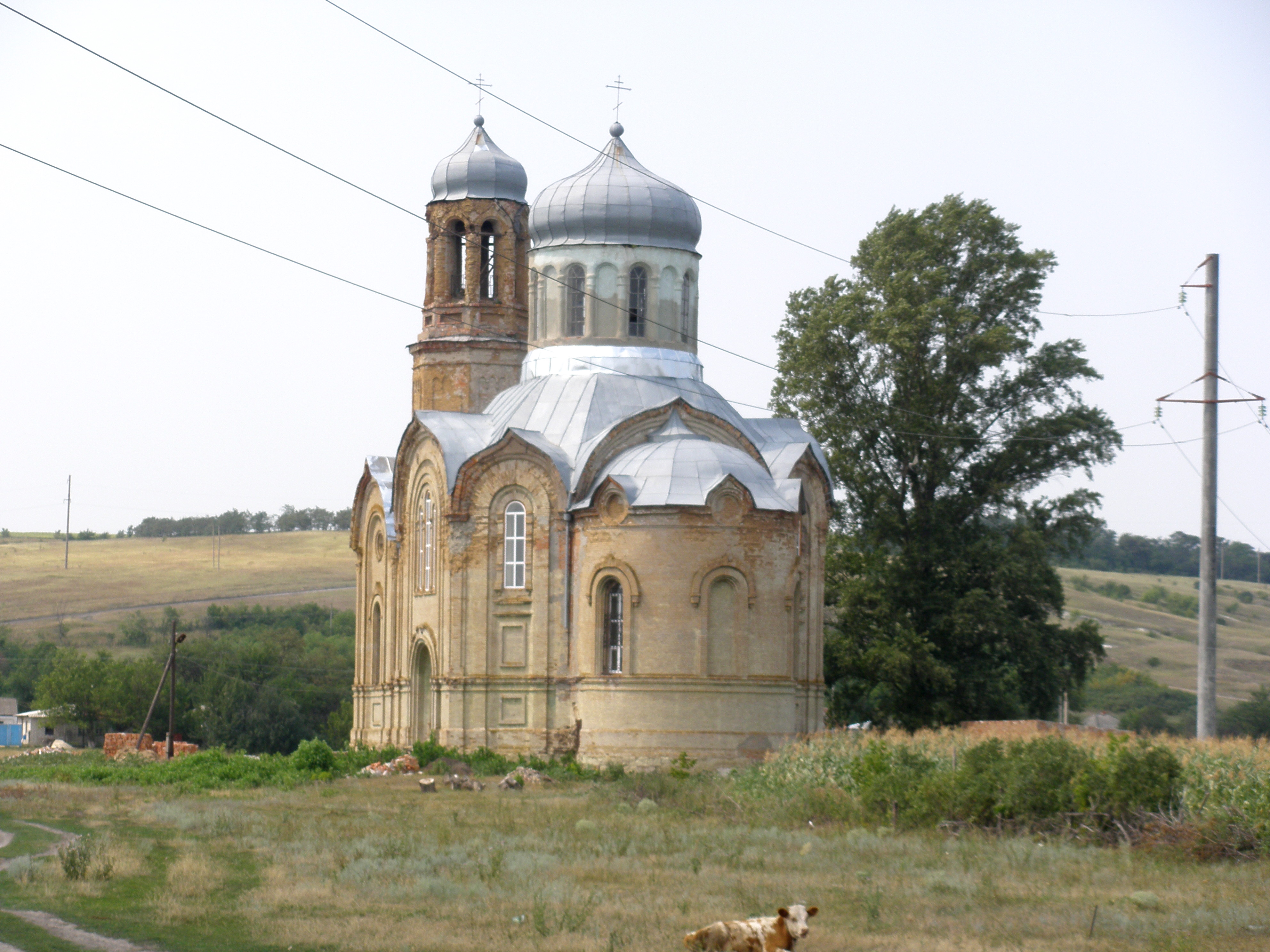
Vue de l'église de la Sainte-Trinité avant travaux.

L'église de la Sainte-Trinité est consacrée en 1885 après vingt-cinq ans de travaux, en remplacement de l'église ancienne devenue vétuste. Elle n'est pas fermée lors des campagnes d'athéisme des années 1920-1930, mais menace ruine à partir des années 1960 à cause de la répression de l'orthodoxie et du manque de fidèles et de moyens aux cours des ans. Elle ferme donc à l'époque khrouchtchévienne et rouvre plus tard grâce à la ténacité de prêtres et fidèles locaux. Sa dernière restauration date de 2020.